# José María Orellana
José María Orellana, född 11 juli 1872, död 26 september 1926, var en guatemalansk politiker. Han var Guatemalas president mellan 1921 och 1926. 